# Peregrine Cavendish, 12.º Duque de Devonshire
Peregrine Andrew Mornay Cavendish, 12.° Duque de Devonshire KCVO, CBE (27 de Abril de 1944) é um nobre britânico. Ele é o filho mais velho e único filho sobrevivente do 11.° Duque de Devonshire e de sua esposa, Deborah Mitford. Peregrine sucedeu ao ducado com a morte de seu pai em 3 de Maio de 2004. Antes de sua sucessão, ele era titulado como Marquês de Hartington.

## Vida pessoal
Peregrine foi matriculado em Eton College e atendeu Exeter College, na Universidade de Oxford, onde estudou História. O duque é bastante conhecido por praticar corrida de cavalo e ocupa o cargo de Her Majesty's Representative at Ascot, sendo presidente da Ascot Racecourse Ltd. Em 1980, foi eleito ao Jockey Club, tornando-se seu presidente em 1989. Durante seu período de cinco anos no cargo, ele supervisionou muitas mudanças, em particular a criação da British Horseracing Board, que é agora a autoridade britânica governante das corridas. De junho de 1993 até 1996, o duque tornou-se seu presidente. Em 1997, foi apontado Comandante da Ordem do Império Britânico, por "serviços à corrida". Peregrine Cavendish casou-se com Amanda Heywood-Lonsdale, filha do comandante Edward Gavin Heywood-Lonsdale, em 28 de Junho de 1967. Eles tiveram três filhos juntos:
- William Cavendish, Conde de Burlington (n. 1969)
- Lady Celina Carter (n. 1971)
- Lady Jasmine Dunne (n. 1973)

## Títulos em ordem cronológica
- Conde de Burlington (1944–1950)
- Marquês de Hartington (1950–2004)
- Sua Graça O Duque de Devonshire (2004–)